# Радостный шум
«Радостный шум» (англ. Joyful Noise) — американский музыкальный комедийно-драматический фильм 2012 года, сценаристом и режиссёром которого выступил Тодд Графф. Главные роли исполнили Куин Латифа, Долли Партон, Кеке Палмер, Джереми Джордан и Кортни Би Вэнс. Музыка в стиле госпел написана Мервином Уорреном. 
Фильм был выпущен в кинотеатрах США 13 января 2012 года и получил смешанные отзывы критиков.

## Сюжет
После безвременной смерти Бернарда Спарроу, руководителя церковного хора маленького городка в Пакашау, штат Джорджия, Ви Роуз Хилл, практичная мать, воспитывающая двух подростков в одиночку, берет на себя управление хором, используя традиционный евангельский стиль, который одобряет их пастор Дейл. Однако вдова хормейстера, Джи Джи Спарроу, главный благотворитель церкви, считает, что эту должность следовало дать ей . Как и в предыдущие годы, хор выходит в региональный финал национального любительского конкурса «Радостный шум», но разочаровывается, когда соперничающий хор побеждает их. Тяжёлые времена в городе привели к проблемам с бюджетом, которые угрожают закрытием хора, в то время как город нуждается в вдохновляющей музыке хора больше, чем когда-либо.
У Ви Роуз есть сын Уолтер, страдающий синдромом Аспергера, и талантливая, красивая и независимая дочь Оливия, которая терпеть не может подчиняться домашним правилам своей матери. Джи Джи же недавно начала заботиться о своём внуке Рэнди. Между Оливией и Рэнди расцветает роман, против которого решительно выступает Ви Роуз. У Оливии также есть другой поклонник, Мэнни. По настоянию Рэнди Джи Джи, Оливия и большая часть хора приходят к выводу, что более современные аранжировки (подготовленные Рэнди) будут более успешными для хора. Также выясняется, что у хора есть шанс на национальный финал конкурса, когда выясняется, что конкурирующий хор сжульничал, наняв профессионалов. Но пастор говорит, что церковь не будет спонсировать хор, если они не будут продолжать использовать свой благоговейный традиционный стиль.
Муж Ви Роуз, Маркус, завербовался в армию после того, как у него возникли проблемы с поиском работы дома, но его длительное отсутствие опечалило его семью и вызвало дополнительную напряженность между Ви Роуз и Оливией. Тем временем, энергичная участница хора, которая ставит хореографические номера, Эрла, после долгого перерыва, находит страсть сначала с мистером Су, чье слабое сердце сдает к утру, а затем с Джастином. Тяжелые времена в городе вынуждают другого участника хора, Калеба, и его семью разориться. Отношения между Ви Роуз и Джи Джи наколяются и дело доходит до драки в переполненной закусочной, после чего Ви Роуз увольняют с работы, Оливия начинает злиться на свою мать, а Джи Джи угрожает пастору Дейлу отречением от церкви, если хору не разрешат участвовать в финале с новыми аранжировками.
Во время фильма Рэнди заводит дружбу с Уолтером и начинает учить его играть на пианино. Однажды, когда Рэнди и Уолтер тусуются в карьере, появляется Мэнни. Рэнди и Мэнни начинают ссориться из-за Оливии, в конце концов Рэнди разбивает Мэнни нос. По возвращении домой Уолтер хвастается Ви Роуз о драке. Разгневанная новостями, она выгоняет Рэнди и говорит ему оставить её семью в покое. Рэнди, однако, может подружиться с Мэнни и убедить его помочь хору своими навыками игры на гитаре.
Хор едет в Лос-Анджелес на финал, чувствуя себя очень неуютно. Ви Роуз и Оливия ссорятся, и Ви Роуз дает Оливии пощечину. Жесткая конкуренция проявляется в виде хора, состоящего из симпатичных детей дошкольного возраста, с харизматичным молодым солистом. Но Ви Роуз, Джи Джи, Оливия и Рэнди объединяют хор, и они дают зажигательное выступление, используя новые аранжировки и хореографию, завоевывая первое место. Хор с триумфом возвращается в город. Год спустя Эрла и Джастин женятся, а затем Маркус возвращается к своей семье.

## В ролях
- Куин Латифа — Ви Роуз Хилл
- Долли Партон — Джи Джи Спарроу
- Кеке Палмер — Оливия Хилл
- Джереми Джордан — Рэнди Гэррити
- Декстер Дарден — Уолтер Хилл
- Кортни Би Вэнс — пастор Дейл
- Крис Кристофферсон — Бернард Спарроу
- Джесси Л. Мартин — Маркус Хилл
- Анджела Грови — Эрла Хьюз
- Энди Карл[англ.] — Калеб
- Деквина Мур[англ.] — Девонн
- Пол Вулфолк — Мэнни
- Фрэнсис Джу[англ.] — Энг Су
- Рой Хуан — Джастин
- Джадд Лорман — офицер Даррел Лино
- Шамик Мур — хормейстер
- Айвен Келли-младший — солист хора
- Кирк Франклин — Бэйлор Сайкс
- Карен Пек — ведущая конкурса
- Хлоя Бейли — участница хора

## Производство
Съемки фильма «Радостный шум» начались в феврале 2011 года в в городах и посёлках возле Атланты, включая Декейтер, Ньюнан, Даллас, Коньерс, Пичтри-Сити и исторический ресторан Howard's в Смерне. Съемки фильма закончились в начале апреля 2011 года.

## Отзывы критиков
На Rotten Tomatoes рейтинг одобрения фильма составляет 32 % на основе 129 рецензий со средним рейтингом 4,70/10. Мнение критиков сайта гласит: «Музыкальные номера „Радостного шума“ очень занимательны, и им помогает значительная химия Куин Латифы и Долли Партон; к сожалению, их недостаточно, чтобы компенсировать остальную часть фильма». На Metacritic у фильма 44 балла из 100, что указывает на «смешанные или средние отзывы».